# Litargus sexnotatus
Litargus sexnotatus is een keversoort uit de familie boomzwamkevers (Mycetophagidae). De wetenschappelijke naam van de soort werd in 1876 gepubliceerd door Edmund Reitter.